# Municipio de Elk (condado de Vinton)
El municipio de Elk (en inglés: Elk Township) es un municipio ubicado en el condado de Vinton en el estado estadounidense de Ohio. En el año 2010 tenía una población de 3306 habitantes y una densidad poblacional de 33,53 personas por km².

## Geografía
El municipio de Elk se encuentra ubicado en las coordenadas 39°15′32″N 82°28′26″O / 39.25889, -82.47389. Según la Oficina del Censo de los Estados Unidos, el municipio tiene una superficie total de 98.59 km², de la cual 98,05 km² corresponden a tierra firme y (0,55 %) 0,54 km² es agua.

## Demografía
Según el censo de 2010, había 3306 personas residiendo en el municipio de Elk. La densidad de población era de 33,53 hab./km². De los 3306 habitantes, el municipio de Elk estaba compuesto por el 98,31 % blancos, el 0,09 % eran afroamericanos, el 0,48 % eran amerindios, el 0,12 % eran asiáticos, el 0,18 % eran de otras razas y el 0,82 % eran de una mezcla de razas. Del total de la población el 0,45 % eran hispanos o latinos de cualquier raza.